# Okoun

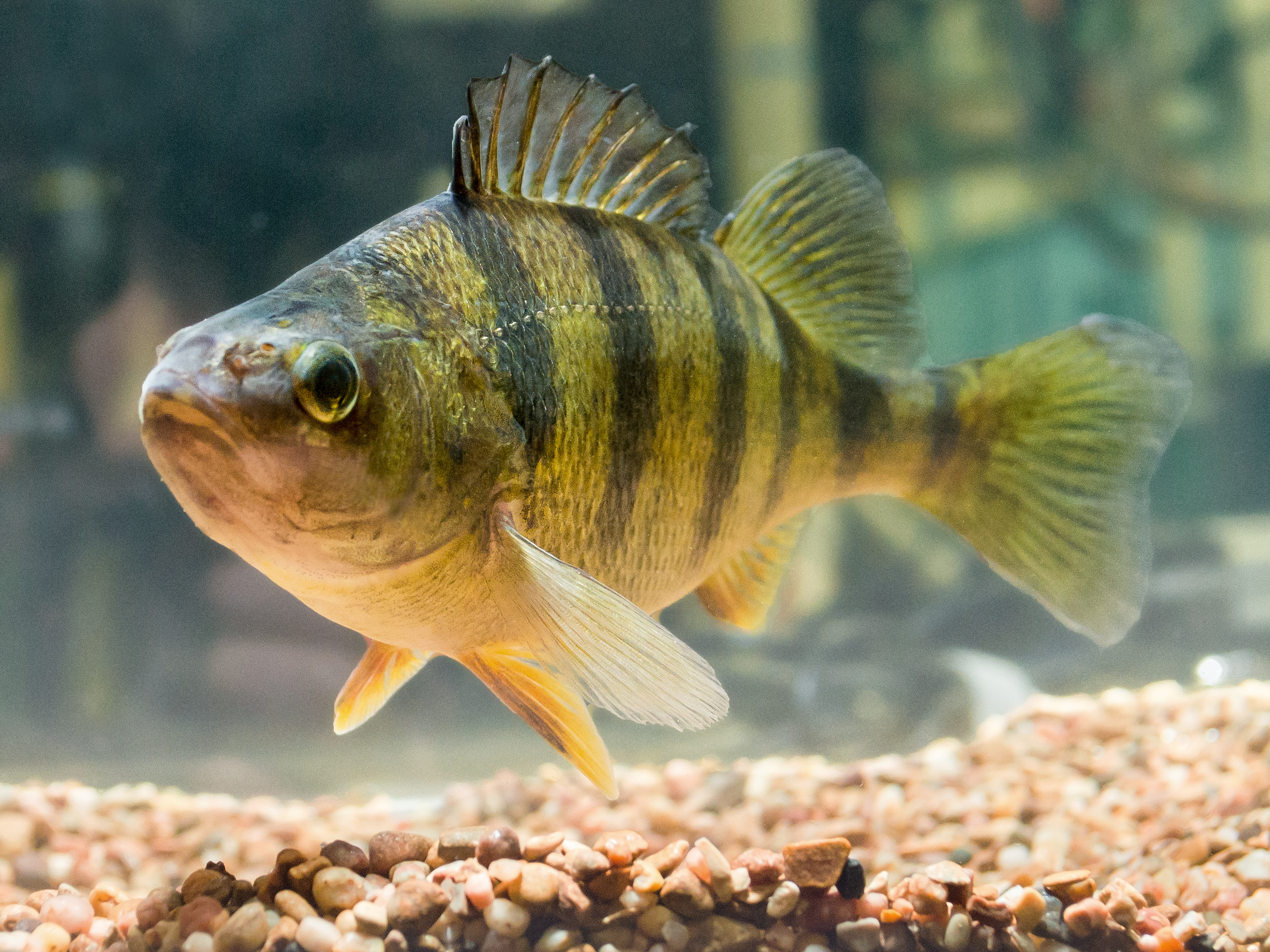
Okoun žlutý

Okoun (Perca) je rod dravých okounovitých ryb z třídy paprskoploutví, řádu ostnoploutví. Okouni jsou středně velké ryby s bočně poněkud zploštělým tělem, jako další okounovité ryby mají ktenoidní šupiny a dvě hřbetní ploutve, z nichž přední je vyztužena pevnými ostrými ostny; podobné ostny se nacházejí i v nejpřednější části břišních ploutví a řitní ploutve. Jejich ústa jsou koncová, velká a vysunutelná, opatřená drobnými zoubky. V rámci okounovitých lze tento rod vymezit dobře vyvinutým plynovým měchýřem, 33–43 obratli, dvěma výraznými ostny v řitní ploutvi, postranní čárou končící před koncem těla, zoubkovanou předskřelovou kostí (preoperculare) a dalšími detaily na kostře.
Okouni obývají stojaté i nepříliš prudce tekoucí sladké vody, mohou vstupovat i do brakických vod. Obzvlášť v mládí tvoří hejna, dospělosti jsou spíše samotářští. Rozmnožují se zjara, jikry kladou ve slizem obalených pruzích na mělčinách. Mají značný hospodářský význam jako předmět sportovního i komerčního rybolovu (lze je i relativně snadno chovat) a také velký ekologický význam jako důležití predátoři vodních bezobratlých a menších ryb. Všechny tři druhy okounů byly introdukovány i do oblastí mimo jejich přirozený areál.
Do rodu okoun patří tři recentní, morfologicky dosti podobné druhy: 
- okoun říční (Perca fluviatilis) z mírného pásma Eurasie od Británie a Francie až po povodí Kolymy
- okoun žlutý (Perca flavescens) z jižní Kanady a severu USA
- okoun Schrenkův (Perca schrenkii) z jezera Balchaš a jeho povodí; oproti ostatním okounům má protáhlejší tělo

Okoun žlutý a o. Schrenkův jsou sesterské druhy. K diverzifikaci rodu okoun na dnešní druhy došlo patrně zhruba před 20 milióny lety v raném miocénu.
V české přírodě je tento rod zastoupen hojným druhem o. říční. Žije v údolních nádržích, v rybnících, potocích i řekách. Jeho průměrná délka je okolo 20 cm, trofejní ryby mají délku kolem 40 cm, jen velmi zřídka nad 50 cm.